# Partido Nueva Generación
El Partido Nueva Generación es un partido político de Costa Rica. Fundado el 8 de julio de 2010 el partido buscó posicionarse como un partido dirigido hacia las personas jóvenes. Escogió como candidato presidencial al exregidor y expresidente del Concejo Municipal de Montes de Oca por el Partido Unidad Social Cristiana Sergio Mena Díaz de entonces 36 años en su asamblea nacional del 20 de julio de 2013 para las elecciones presidenciales de 2014. Mena fue también candidato a diputado como cabeza de lista por la provincia de San José.
El partido obtuvo dos alcaldes en las elecciones municipales de 2016 en los cantones de Alajuelita, Mora y Nandayure,son minoría los cuales solían pertenecer al Partido Liberación Nacional. Con Mena de candidato por segunda vez participó en las elecciones presidenciales de Costa Rica de 2018 pero nuevamente no obtuvo diputados. En la segunda ronda Sergio Mena dio la adhesión al candidato conservador Fabricio Alvarado del partido evangélico Restauración Nacional. A partir del 2018 el partido inició conversaciones con otras fuerzas políticas de derecha como Alianza Demócrata Cristiana, Renovación Costarricense, Republicano Social Cristiano, Movimiento Libertario, Accesibilidad Sin Exclusión, Unidos Podemos y un sector de la Unidad Social Cristiana para negociar una coalición conservadora para las elecciones de 2022 pero estas no fructificaron y la coalición fue descartada aunque si la hubo.
Aunque en principio el partido sostuvo posiciones más culturalmente liberales, de abril de 2019 redefinió al partido oficialmente como centroderecha moderada y con posiciones socialmente más conservadoras al proclamarse provida, profamilia y contrario a las «agendas internacionales» en una probable alusión a la Opinión consultiva sobre identidad de género, e igualdad y no discriminación a parejas del mismo sexo realizada por la Corte Interamericana de Derechos Humanos, de particular controversia en Costa Rica.

## Diputados afines durante período 2018—2022
En septiembre de 2020 el partido recibe la adhesión de Erick Rodríguez Steller, diputado originalmente electo por el Partido Integración Nacional. Según el reglamento de la Asamblea Legislativa, al declararse independiente y salir de la fracción parlamentaria por la que fue electo, sólo puede ejercer sus labores como diputado independiente, por lo que el Partido Nueva Generación no se considera una fracción dentro del directorio de la Asamblea Legislativa.
Steller ha sido polémico por, entre otras cosas, la difusión de un chat de su círculo interno de asesores donde se dinfudieron comentarios xenófobos y homófobos, los comentarios sexistas que hizo hacia una de sus asesoras. y al ser uno de los pocos diputados en votar en contra de la felicitación de Joe Biden por su triunfo en las elecciones estadounidenses de 2020 alegando las infundadas sospechas de fraude.
Posteriormente la diputada Shirley Díaz renuncia al Partido Unidad Social Cristiana y da la adhesión a Nueva Generación asumiendo además la candidatura de primera vicepresidencia en la fórmula presidencial. Díaz es conocida por su férrea oposición a toda forma de aborto por lo que el partido aseguró que presentaban una fórmula estrictamente "pro-vida".

## Resultados Electorales

### Elecciones presidenciales
| Elecciones presidenciales |                                      |        |       |          |
| Año                       | Candidato                            | Votos  | %     | Posición |
| 2014                      | Sergio Mena Díaz                     | 5 878  | 0.29% | 10°      |
| 2018                      | Sergio Mena Díaz                     | 16 297 | 0.76% | 9°       |
| 2022                      | Sergio Mena Díaz                     | 11 643 | 0.56% | 13°      |
| 2026                      | Fernando Dionisio Zamora Castellanos |        |       |          |

### Elecciones legislativas
|  | 1.2 % |

|  | 2.1 % |

|  | 1.9 % |

### Elecciones municipales
| Año  | Alcaldías |
| ---- | --------- |
| 2016 | 3/81      |
| 2020 | 4/82      |
| 2024 | 4/84      |